# Michel Aoun (évêque)
Pour les articles homonymes, voir Michel Aoun et Aoun.
Michel Aoun né le 2 juin 1959 à Damour, est l'évêque du diocèse maronite de Jbeil, dans l'éparchie de Byblos.

## Biographie
Il ordonné prêtre le 9 juin 1984 à Beyrouth, à 25 ans, poursuivant en parallèle une licence à l'Université Saint-Esprit de Kaslik.
Il est titulaire d'un doctorat en Théologie dogmatique obtenu à l'Université pontificale grégorienne (1995).
En 2010, il est auditeur lors du Synode des évêques pour le Moyen-Orient.

### Enseignement
Il est professeur de théologie sacramentaire et de patristique. Il enseigne depuis 1993 à l'université de Beyrouth, notamment à l'Institut catéchétique "Notre-dame des dons", à l'université la Sagesse ainsi qu'à l'université Saint-Joseph.
Entre 1995 et 1998, il enseigne à l'Université Saint-Esprit de Kaslik.

### Recteur
- De 1995 à 1998, il est recteur du séminaire matriarcal maronite de Ghazir.
- De 1998 à 1999, il est recteur du séminaire rédemptionniste Mater du Caire.
- De 1999 à 2001, il est recteur du Collège San Benedetto de Rome.
- De 2001 à 2006, il est vice-recteur de l'université la Sagesse de Beyrouth.
- De 2002 à 2012, il est le délégué personnel de l'archevêque au séminaire diocésain Saint Augustin à Kafra (en)[1].

### Vie ecclésiale et épiscopat
Michel Aoun est curé à Kahale, Damour et Chiyah.
Entre 2001 et 2012, il est vicaire épiscopal, d'abord de la paroisse de Beyrouth jusqu'en 2009 puis de la mission des prêtres. En parallèle, il est archiprêtre de la cathédrale Saint-Georges de Beyrouth de 2001 à 2006, puis curé de la paroisse Saint-Joseph à Beyrouth jusqu'en 2012.
Il est nommé évêque le 16 janvier 2012 et est consacré le 25 février suivant par Bechara Boutros Rahi avec comme co-consécrateurs Paul Youssef Matar (de) et Samir Mazloum (de). Il prend ses fonctions officiellement le 26 février suivant, succédant à Bechara Boutros Rahi.
En 2018, il devient visiteur apostolique pour la Bulgarie et la Roumanie.